# Pablo Maffeo
Pablo Carmine Maffeo Becerra (San Juan Despí, Cataluña, 12 de julio de 1997) es un futbolista español, nacionalizado argentino, que juega como defensa en el R. C. D. Mallorca de la Primera División de España.

## Trayectoria

### R. C. D. Espanyol
Su carrera la empezó en el FC Levante Las Planas. En 2003 llegó al Real Club Deportivo Espanyol, donde realizó todos los procesos de divisiones menores.
El 7 de abril de 2013 hizo su debut con R. C. D. Espanyol "B" en reemplazo de Canario frente a Club Esportiu Constància, por la 36.ª fecha de la temporada 2012-13, en un encuentro disputado en Ciutat Esportiva Dani Jarque de Barcelona. El mismo finalizó 1 a 0 en favor de Espanyol.

### Manchester City
El 3 de julio de 2013, fue traspasado al Manchester City F. C. junto con su compatriota Manu García. Se le asignó inicialmente al equipo sub-18 del Manchester City, donde se mantuvo por dos temporadas.
El 29 de agosto de 2015, Maffeo fue convocado por el entrenador del primer equipo Manuel Pellegrini durante un partido de Premier League contra el Watford, pero no fue utilizado en aquel partido que finalizó con victoria de 2 a 0. Posteriormente aparecería en el banco en unas cuantas ocasiones, además de tener apariciones constantes en la Liga Juvenil de la UEFA.[cita requerida]
Hizo su debut oficial el 24 de agosto de 2016, bajo las órdenes de Pep Guardiola, en un partido frente a Steaua de Bucarest correspondiente a la Liga de Campeones de la UEFA 2016-17.
Durante su etapa de canterano en el Manchester City, se hizo conocido por protagonizar un anuncio de Cola Cao junto con su compañero de equipo José Ángel Pozo.

### Girona F. C.
El 13 de enero de 2016 se unió en calidad de cedido por seis meses al Girona F. C. de la Segunda División de España, tras ser renovado su contrato con los Citizens por 3 temporadas más. Hizo su debut oficial el 7 de febrero, sustituyendo a Borja García en un empate de 1 a 1 en casa contra el Gimnàstic de Tarragona.

### VfB Stuttgart
El 14 de mayo de 2018 fichó por el VfB Stuttgart con un contrato hasta el año 2023 y por una cifra cercana a 10 millones de euros.

#### Cesiones
El 21 de junio de 2019 regresó al Girona F. C. en calidad de cedido por el VfB Stuttgart.
El 8 de septiembre de 2020 se hizo oficial que jugaría una temporada como cedido, con opción de compra al final de la misma, en la S. D. Huesca.
Acumuló una tercera cesión al fútbol español en la temporada 2021-22, ya que el 7 de julio recaló en las filas del R. C. D. Mallorca. Tras acabar la campaña se ejecutó la opción de compra obligatoria que incluía el acuerdo y firmó con el conjunto bermellón hasta 2026.

## Selección nacional
Ha sido internacional con la selección de fútbol sub-17 de España en 4 ocasiones y con la sub-21.
El 10 de noviembre de 2023 ingresó a la nómina de futbolistas para representar a la selección de fútbol de Argentina en la siguiente doble fecha de clasificación para la Copa Mundial de 2026, contra las selecciones de Uruguay y Brasil.

## Estadísticas

### Clubes
Actualizado al último partido jugado el 18 de mayo de 2025.
| Club                             | Div.          | Temporada     | Liga  | Liga  | Copas nacionales | Copas nacionales | Copas internacionales | Copas internacionales | Total | Total |
| Club                             | Div.          | Temporada     | Part. | Goles | Part.            | Goles            | Part.                 | Goles                 | Part. | Goles |
| -------------------------------- | ------------- | ------------- | ----- | ----- | ---------------- | ---------------- | --------------------- | --------------------- | ----- | ----- |
| R. C. D. Espanyol "B" · España   | 2.ª B         | 2012-13       | 1     | 0     | —                | —                | —                     | —                     | 1     | 0     |
| R. C. D. Espanyol "B" · España   | Total club    | Total club    | 1     | 0     | 0                | 0                | 0                     | 0                     | 1     | 0     |
| Girona F. C. · España            | 2.ª           | 2015-16       | 13    | 0     | —                | —                | —                     | —                     | 13    | 0     |
| Manchester City F. C. Inglaterra | 1.ª           | 2016-17       | 0     | 0     | 1                | 0                | 2                     | 0                     | 3     | 0     |
| Manchester City F. C. Inglaterra | Total club    | Total club    | 0     | 0     | 1                | 0                | 2                     | 0                     | 3     | 0     |
| Girona F. C. · España            | 2.ª           | 2016-17       | 14    | 1     | —                | —                | —                     | —                     | 14    | 1     |
| Girona F. C. · España            | 1.ª           | 2017-18       | 33    | 0     | 1                | 0                | —                     | —                     | 34    | 0     |
| VfB Stuttgart · Alemania         | 1.ª           | 2018-19       | 8     | 0     | 1                | 0                | —                     | —                     | 9     | 0     |
| VfB Stuttgart · Alemania         | Total club    | Total club    | 8     | 0     | 1                | 0                | 0                     | 0                     | 9     | 0     |
| Girona F. C. · España            | 2.ª           | 2019-20       | 35    | 0     | 0                | 0                | —                     | —                     | 35    | 0     |
| Girona F. C. · España            | Total club    | Total club    | 95    | 1     | 1                | 0                | 0                     | 0                     | 96    | 1     |
| S. D. Huesca · España            | 1.ª           | 2020-21       | 25    | 1     | 0                | 0                | —                     | —                     | 25    | 1     |
| S. D. Huesca · España            | Total club    | Total club    | 25    | 1     | 0                | 0                | 0                     | 0                     | 25    | 1     |
| R. C. D. Mallorca · España       | 1.ª           | 2021-22       | 35    | 1     | 1                | 0                | —                     | —                     | 36    | 1     |
| R. C. D. Mallorca · España       | 1.ª           | 2022-23       | 35    | 2     | 2                | 0                | —                     | —                     | 37    | 2     |
| R. C. D. Mallorca · España       | 1.ª           | 2023-24       | 22    | 1     | 2                | 0                | —                     | —                     | 24    | 1     |
| R. C. D. Mallorca · España       | 1.ª           | 2024-25       | 30    | 0     | 1                | 0                | —                     | —                     | 31    | 0     |
| R. C. D. Mallorca · España       | Total club    | Total club    | 122   | 4     | 6                | 0                | 0                     | 0                     | 128   | 4     |
| Total carrera                    | Total carrera | Total carrera | 251   | 6     | 9                | 0                | 2                     | 0                     | 262   | 6     |
| 1. 2.                            |               |               |       |       |                  |                  |                       |                       |       |       |

## Palmarés

### Campeonatos nacionales
| Título          | Club                  | País       | Año     |
| --------------- | --------------------- | ---------- | ------- |
| Copa de la Liga | Manchester City F. C. | Inglaterra | 2015-16 |